# Хасэгава, Кэнта
Кэнта Хасэгава (яп. 長谷川 健太 Хасэгава Кэнта, род. 25 сентября 1965, Сидзуока) — японский футболист; тренер.

## Клубная карьера
На протяжении своей футбольной карьеры выступал за клубы «Ниссан Моторс», «Симидзу С-Палс». Но начал играть в футбол ещё в средней школе (Shimizu Higashi High School), где с партнёрами по команде Кацуми Оэноки и Такуми Хориикэ выиграл национальный чемпионат среди школ. А позже — в Университете Цукубы он стал победителем университетской лиги Канто в 1987 году.
После окончания университета в 1988 году Хасэгава стал игроком «Ниссан Моторс». Он внёс свой вклад в успех клуба, дважды выигравшего Кубок Императора в 1988 и 1989 годах. Одновременно с созданием в Японии профессиональной Джей-лиги в родном городе Хасэгавы был основан клуб «Симидзу С-Палс». Он решил присоединиться к новой команде, где воссоединился со своими товарищами по средней школе Оэноки и Хориикэ. Вместе они стали обладателями Кубка лиги в 1996 году. Хасэгава завершил карьеру после того, как клуб выиграл второй этап сезона 1999 года. Всего он провёл 207 матчей и забил 45 голов в 7 сезонах за «Симидзу».

## Карьера в сборной
С 1989 по 1995 год сыграл за национальную сборную Японии 27 матчей, в которых забил 4 гола. Его дебют состоялся 20 января 1989 года в товарищеском матче с Ираном, который проходил в Тегеране. А его первый гол был забит 11 июня 1989 года в ворота Индонезии в рамках отборочного матча к чемпионату мира 1990 года. Также Хасэгава вошёл в состав сборной Японии и принимал участие в квалификации к чемпионату мира 1994 года. В решающем матче Хасэгава был заменен на 59-й минуте на Масахиро Фукуду и наблюдал со скамейки запасных, как в компенсированное время иракский футболист сравнял счёт, чем погубил надежду Японии на попадание в финальный турнир Кубка мира в США. Этот матч до сих пор в памяти японских болельщиков, которые именуют его «Трагедией в Дохе» или «Агонией в Дохе». В 1995 году Хасэгава участвовал в Кубке короля Фахда, после чего прекратил выступать за национальную команду.

## Тренерская карьера
После окончания игровой карьеры Хасэгава стал экспертом на национальном телевидении NHK. Он также был назначен генеральным директором двух университетских клубов — Fuji Tokoha University и University Hamamatsu (2000—2001). Под его управлением последние выиграли университетскую лигу Токай и квалификацию префектуры Сидзуока в борьбе за Кубок Императора. Хасэгава получил тренерскую лицензию S-класса, которая была необходима для управления клубом Лиги J1 в 2004 году и стал главным тренером клуба «Симидзу С-Палс» в 2005 году. Клуб едва избежал вылета из высшего дивизиона страны в сезоне 2005 года, а в следующем году смог занять 4-е место, повторив достижение и в 2007 году. В 2008 году Хасэгава привёл команду к финалу Кубка лиги и пятому месту в чемпионате благодаря сильнейшему выступлению во второй половине сезона. Тренер был награждён продлением контракта до 2010 года. Хасэгава покинул «Симидзу» после того, как он привёл клуб к финалу Кубка Императора 2010-11.
Хасэгава был назначен менеджером клуба Лиги J2 «Гамба Осака» в 2013 году. Клуб выиграл чемпионат в этом сезоне и получил право выступать в высшем дивизионе страны. И в 2014 году клуб выиграл все три главных титула в Японии: национальный чемпионат, Кубок лиги и Кубок Императора. А Хасэгава был признан лучшим тренером года. В 2015 году клуб стал обладателем Кубка Императора и занял 2-е место в Джей-лиге. Тренер ушёл в отставку в конце сезона 2017 года.
В 2018 году Хасэгава подписал контракт с «Токио».

## Статистика

### В клубе
| Выступления за клуб | Выступления за клуб | Выступления за клуб          | Лига  | Лига | Кубок            | Кубок            | Кубок лиги | Кубок лиги | Итого | Итого |
| Сезон               | Клуб                | Лига                         | Матчи | Голы | Матчи            | Голы             | Матчи      | Голы       | Матчи | Голы  |
| Япония              | Япония              | Япония                       | Лига  | Лига | Кубок Императора | Кубок Императора | Кубок лиги | Кубок лиги | Итого | Итого |
| ------------------- | ------------------- | ---------------------------- | ----- | ---- | ---------------- | ---------------- | ---------- | ---------- | ----- | ----- |
| 1988/89             | Ниссан Моторс       | Чемпионат Японии. Дивизион 1 | 18    | 4    |                  |                  |            |            | 18    | 4     |
| 1989/90             | Ниссан Моторс       | Чемпионат Японии. Дивизион 1 | 11    | 5    |                  |                  | 3          | 0          | 14    | 5     |
| 1990/91             | Ниссан Моторс       | Чемпионат Японии. Дивизион 1 | 4     | 0    |                  |                  | 4          | 0          | 8     | 0     |
| 1992                | Симидзу С-Палс      | Джей-лига                    | -     | -    | 3                | 0                | 10         | 2          | 13    | 2     |
| 1993                | Симидзу С-Палс      | Джей-лига                    | 36    | 10   | 4                | 1                | 1          | 0          | 41    | 11    |
| 1994                | Симидзу С-Палс      | Джей-лига                    | 44    | 9    | 1                | 1                | 1          | 0          | 46    | 10    |
| 1995                | Симидзу С-Палс      | Джей-лига                    | 21    | 3    | 0                | 0                | -          | -          | 21    | 3     |
| 1996                | Симидзу С-Палс      | Джей-лига                    | 24    | 7    | 3                | 2                | 16         | 7          | 43    | 16    |
| 1997                | Симидзу С-Палс      | Джей-лига                    | 30    | 5    | 1                | 0                | 6          | 2          | 37    | 7     |
| 1998                | Симидзу С-Палс      | Джей-лига                    | 31    | 9    | 5                | 2                | 5          | 0          | 41    | 11    |
| 1999                | Симидзу С-Палс      | Джей-лига                    | 21    | 2    | 2                | 1                | 2          | 1          | 25    | 3     |
| Итого               | Итого               | Итого                        | 240   | 54   | 19               | 7                | 48         | 12         | 307   | 73    |

### В сборной
| Сборная Японии | Сборная Японии | Сборная Японии |
| Год            | Матчи          | Голы           |
| -------------- | -------------- | -------------- |
| 1989           | 11             | 2              |
| 1990           | 6              | 1              |
| 1991           | 0              | 0              |
| 1992           | 0              | 0              |
| 1993           | 5              | 0              |
| 1994           | 2              | 0              |
| 1995           | 3              | 1              |
| Итого          | 27             | 4              |

### Тренерская статистика
| Команда        | Страна | С     | До    | Статистика | Статистика | Статистика | Статистика | Статистика |
| Команда        | Страна | С     | До    | И          | В          | П          | Н          | Побед %    |
| -------------- | ------ | ----- | ----- | ---------- | ---------- | ---------- | ---------- | ---------- |
| Симидзу С-Палс | Япония | 2005  | 2010  | 204        | 89         | 53         | 62         | 43.63      |
| Гамба Осака    | Япония | 2013  | 2017  | 178        | 90         | 44         | 44         | 50.56      |
| Токио          | Япония | 2018  | 2018  | 34         | 14         | 8          | 12         | 41.18      |
| Всего          | Всего  | Всего | Всего | 416        | 193        | 105        | 118        | 46.39      |

## Достижения
Как игрок:
- Джей-лиги; 1988-89, 1989-90
- Кубок Императора; 1988, 1989, 1991
- Кубок Джей-лиги; 1996

Как тренер клуба «Гамба Осака»:
- Суперкубок Японии: 2015
- Джей-лига: 2014
- Кубок Джей-лиги: 2014
- Кубок Императора: 2014
- Второй дивизион Джей-лиги: 2013

## В популярной культуре
В популярном манга и аниме-сериале Чиби Маруко Чан иногда появляется мальчик по имени Кента кун. Он любит футбол и является одноклассником главного персонажа Чиби Маруко. Момоко Сакура, автор манги, создала этого персонажа по образу Хасэгавы. Дело в том, что Сакура и Хасэгава посещали одну и ту же начальную школу.